# Fernand Courty
Fernand Courty  est un astronome français né à Bordeaux le 11 juin 1862, et mort dans la même ville le 12 octobre 1921.

## Biographie
Il intègre l'observatoire de Bordeaux lors de sa fondation en 1880 par Georges Rayet et travaille comme aide astronome, statut qu'il obtient par arrêté du 1er janvier 1903. 
Il participe au projet photographique de Carte du Ciel lancé par l'amiral Ernest Mouchez, directeur de l'observatoire de Paris en 1886. Ce dernier avait créé en 1879 un atelier de photographie confié à Charles Wolf. Les frères astronomes Paul (1848-1905) et Prosper Henry (1849-1903) vont obtenir en 1884 les premiers clichés des régions de l'écliptique. Georges Rayet donne son accord pour participer à ce projet, mais cela nécessite de construire une coupole, munie d'un équatorial ayant les mêmes caractéristiques que celui de l'observatoire de Paris conçu par les frères Henry et le constructeur Paul Gautier, avec laboratoire photographique. Le nouveau bâtiment pour recevoir cet équatorial est construit à Floirac et reçoit en 1892 l'équatorial photographique avec les deux lunettes parallèles construit par Gautier. Dans le cadre de ce projet, Fernand Courty a fait 270 clichés de longue pose et 1 598 clichés de courte pose permettaient de photographier les étoiles jusqu’à la magnitude 11 et servant pour l'établissement du catalogue photographique de la carte du ciel. Le tome 1 du Catalogue photographique de Bordeaux pour la zone +16° à +18° est publié en 1905. Après le décès de Georges Rayet en 1906, son successeur, Luc Picart, publie en 1907 le tome 2 du Catalogue photographique de l’Observatoire de Bordeaux pour la zone +15° à +17°. Les photographies faites à Bordeaux ont servi à la détermination de la parallaxe de l'astéroïde Éros, et par suite, celle du Soleil par l'astronome britannique Arthur Robert Hinks.
Il a découvert deux astéroïdes, Aquitania et Burdigala, en 1894.
| (384) Burdigala | 11 février 1894 |
| (387) Aquitania | 5 mars 1894     |

Avec Georges Rayet, il est allé observer l'éclipse de Soleil à Burgos en 1905. Malgré le mauvais temps, il a réussi à prendre pendant une courte éclaircie deux photographies de la couronne solaire.
Il a fait partie de la Commission météorologique de la Gironde. Il a publié des rapports sur les appareils préservateurs de la grêle.  
Il a été membre correspondant de l'Académie nationale de Metz.

## Distinctions
- Chevalier du Mérite agricole
- Officier de l'instruction publique, en 1906.

### Bibliograpgie
- JO 4 (1921) 107 L. Picart, Notice néchrologique (en français)
- E. Doublet, « Fernand Courty (1862-1921) », dans Mémoires de l'Académie nationale de Metz de 1922, Metz, 1923, p. 117-120 (lire en ligne)